# Babice
Babice (znanstveno ime: Blennioidei) so družina rib kostnic z golo kožo.
Ime za ribe babice je dvoumno, saj je podred vključuje različne družine ostrižnjakov (Perciformes) iz morja, polslanih in sladkovodnih voda. Imajo pa podobno telesno zgradbo in obnašanje. Obstaja šest družin, ki jih smatramo za »prave babice« in vse so združene v podred Blennioidei. Obstaja približno 833 vrst in 130 rodov znotraj podreda.
Običajno so to majhne ribe z dolgim telesom (nekatere so celo podobne jeguljam) in imajo relativno velike oči in usta. 